# Cirangkong (Petir)
Cirangkong is een bestuurslaag in het regentschap Serang van de provincie Banten, Indonesië. Cirangkong telt 3735 inwoners (volkstelling 2010).